# Thomas Venatorius
Thomas Venatorius (* um 1488 in Nürnberg; † 4. Februar 1551 ebenda) war ein Mathematiker sowie evangelischer Theologe und Reformator.

## Leben
Venatorius war Schüler des Mathematikers Johannes Schöner, wie er selbst in der Vorrede seiner Archimedes-Ausgabe schreibt. Allerdings kann er nicht in seiner Jugend dessen Schüler gewesen sein, da Schöner damals nicht in Nürnberg war, und studierte vielleicht erst ab Mitte der 1520er Jahre bei diesem. Venatorius wandte sich der Theologie zu und trat möglicherweise in den Orden der Dominikaner ein.
Als junger Humanist zog Venatorius früh nach Italien. Er studierte in Padua. Seinen deutschen Namen Gehauf oder Jäger latinisierte er der Sitte der Zeit folgend. Nach seiner Rückkehr stand er seit 1519 im kirchlichen Dienst seiner Vaterstadt. Er ist seit 1519 als Frühmesser in Kornburg nachweisbar. 1522 wurde er Prediger beim Heilig-Geist-Spital in Nürnberg auf Empfehlung von Willibald Pirckheimer. Er war dort bis 1533 „Sudenprediger“. 1532 wurde er Prediger im Nonnen-Kloster St. Katharina. Von 1533 bis zu seinem Lebensende war er Prediger an der Jakobinerkirche. Daneben erhielt er seine humanistischen Neigungen aufrecht, auch als er sich der evangelischen Bewegung angeschlossen hatte.
Mit Pirckheimer blieb er verbunden, auch als die übrigen evangelischen Pfarrer in Nürnberg von ihm abrückten. Seit 1534 war ihm die Leitung des städtischen Schulwesens übertragen. In diesem Rahmen gab er zahlreiche lateinische Gedichte, Übersetzungen griechischer Tragiker und astronomische Werke heraus. Unter den Nürnberger Predigern nahm Venatorius eine geachtete Stellung ein und beteiligte sich am kirchlichen Leben, ohne führend hervorzutreten.
1544 bis 1554 war er an der Durchführung der Reformation in Rothenburg ob der Tauber und Donauwörth beteiligt.
Im Streit um die „Offene Schuld“ nahm er Stellung gegen Andreas Osiander. Im Grunde aber blieb er der Gelehrte, der sich ungern an der Polemik beteiligte. Nur als Johannes Haner abfiel, schrieb er 1534 in Nürnberg eine scharfe Streitschrift gegen ihn „De sola fide iustificante nos ... ad Joannem Hanerum epistola apologetica“. Seine theologischen Werke wurden gern gelesen und haben den Verfasser überlebt. Neben lateinischen Schriften über evangelische Grundwahrheiten waren es hauptsächlich Trostschriften für die Gemeinde.
Die Schrift „Ein kurz Unterricht den sterbenden Menschen gar tröstlich“ gab Martin Luther 1527 mit einer Vorrede heraus. 1530 erschien die Schrift „Ermanung zum creutz in der zeyt der Verfolgung“. Nicht zu vergessen ist sein 1529 in Nürnberg erschienenes Buch „De virtute christiana“, das am Anfang der evangelischen Ethik steht, ohne rechte Beachtung gefunden zu haben. Venatorius verfasste auch exegetische und dogmatische Schriften, die teilweise nicht mehr erhalten sind, darunter eine Auslegung der Psalmen, die er dem Rat von Rothenburg und dem Abt des Klosters Heilsbronn widmete. In der Zeit des Augsburger Interims leistete Venatorius wie andere Nürnberger Prediger tapferen Widerstand. Bald darauf starb er.
1544 gab er in Basel die erste gedruckte Ausgabe der Werke des Archimedes heraus, mit griechisch/lateinischem Text. Der griechische Text stammte aus einer Handschrift, die Pirckheimer aus Rom mitgebracht hatte, der lateinische Text von Regiomontanus. Ebenfalls auf einem Manuskript von Regiomontanus beruhend brachte er 1540 in Basel den Liber de pictura von Leon Battista Alberti heraus.
In erster Ehe war er seit dem 11. August 1527 mit Margarethe Zeckendorfer, einer ehemaligen Nonne, verheiratet. Sie starb 1542. Am 17. Juli 1542 heiratete er Margaretha Kobolt, mit der er mindestens einen Sohn hatte. Er wohnte in Nürnberg in der Zistelgasse (der heutigen Albrecht-Dürer-Straße). Der Kirchenweg in Kornburg wurde 1974 nach ihm umbenannt.